# 路易·维埃纳
路易·维克多·儒勒·维埃纳（法語：Louis Victor Jules Vierne，1870年10月8日—1937年6月2日），又译维尔纳，法國作曲家，管风琴家。

## 生平
维埃纳生于维埃纳省普瓦捷市，幼时因病几乎失明，但很早就显现出非凡的音乐才能。他进入巴黎音乐学院学习作曲和管风琴，曾担任维多尔的助手，后成为巴黎圣母院大教堂的管风琴师。由于视力问题，他的生活与创作都非常艰难，他的弟弟和儿子都在一战中阵亡，且妻子也弃他而去，这一切都体现在他的音乐作品之中。他晚年曾到瑞士养病，也到北美做过巡回演出。1937年，他正在演奏管风琴时因心脏病突发而逝世。

## 作品
维埃纳是法国国民乐派的最后一位伟大代表人物，在坚持浪漫主义的同时，他也在一定程度上受到印象派的影响。他首先是一位管风琴演奏家和作曲家，他的管风琴作品规模宏大，技术复杂，和声变化多端，常富于悲怆气息，一直以来都为演奏家和听众所喜爱。他的室内乐和钢琴作品以及艺术歌曲则略为平易优美，但有时也非常深刻感人，例如作于1919年的《钢琴五重奏》和钢琴组曲《寂寞》等。